# Acronicta griseor
Acronicta griseor är en fjärilsart som beskrevs av Dyar 1904. Acronicta griseor ingår i släktet Acronicta och familjen nattflyn. Inga underarter finns listade i Catalogue of Life.